# اکلز، منچستر بزرگ
latitudeاکلز، منچستر بزرگlongitudeاکلز، منچستر بزرگ
اکلز، منچستر بزرگ (به انگلیسی: Eccles, Greater Manchester) یک شهرک در بریتانیا است که در Salford واقع شده‌است.

## خصوصیات
اکلز ۳۶٬۶۱۰ نفر جمعیت دارد.